# Cytoskeleton
Cytoskeleton is een internationaal, aan collegiale toetsing onderworpen wetenschappelijk tijdschrift op het gebied van de celbiologie.
Het wordt uitgegeven door John Wiley & Sons en verschijnt maandelijks.
Vanaf de oprichting in 1980 tot 1985 verscheen het tijdschrift onder de naam Cell Motility. Van 1985 tot 2009 was de naam Cell Motility and the Cytoskeleton.